# Antedonidae
Gli Antedonidi (Antedonidae Norman, 1865) sono una famiglia di echinodermi crinoidei dell'ordine dei Comatulidi.

## Descrizione
Sono crinoidi privi di peduncolo, che si ancorano temporaneamente al substrato per mezzo di cirri mobili a forma di artiglio, articolati direttamente alla base del calice. Dal calice si dipartono dieci braccia pennate.

## Tassonomia

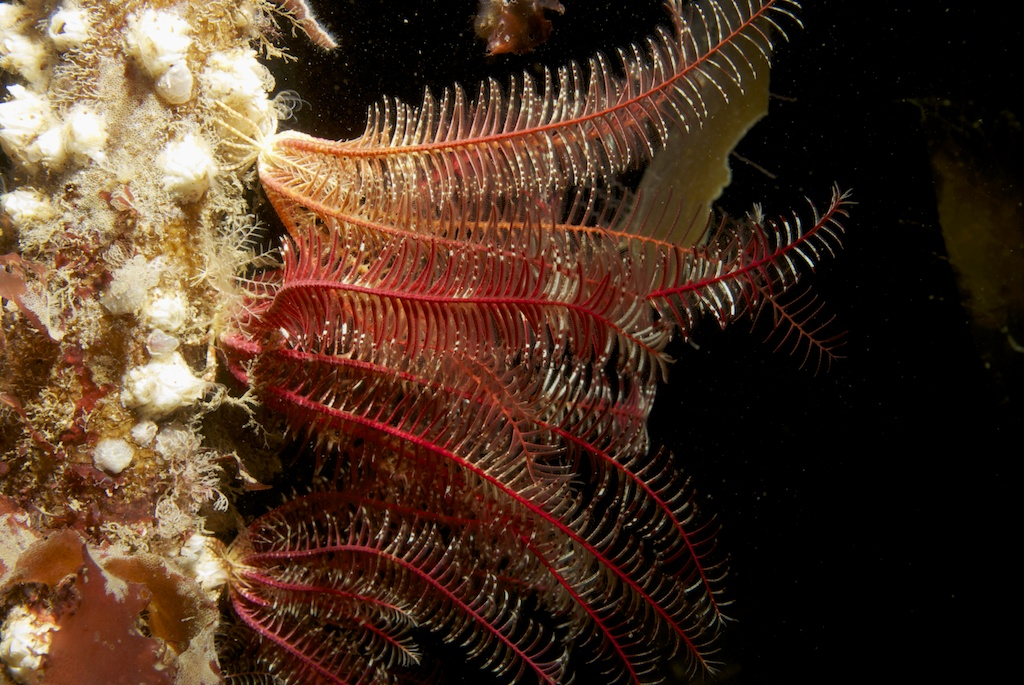
Antedon bifida.

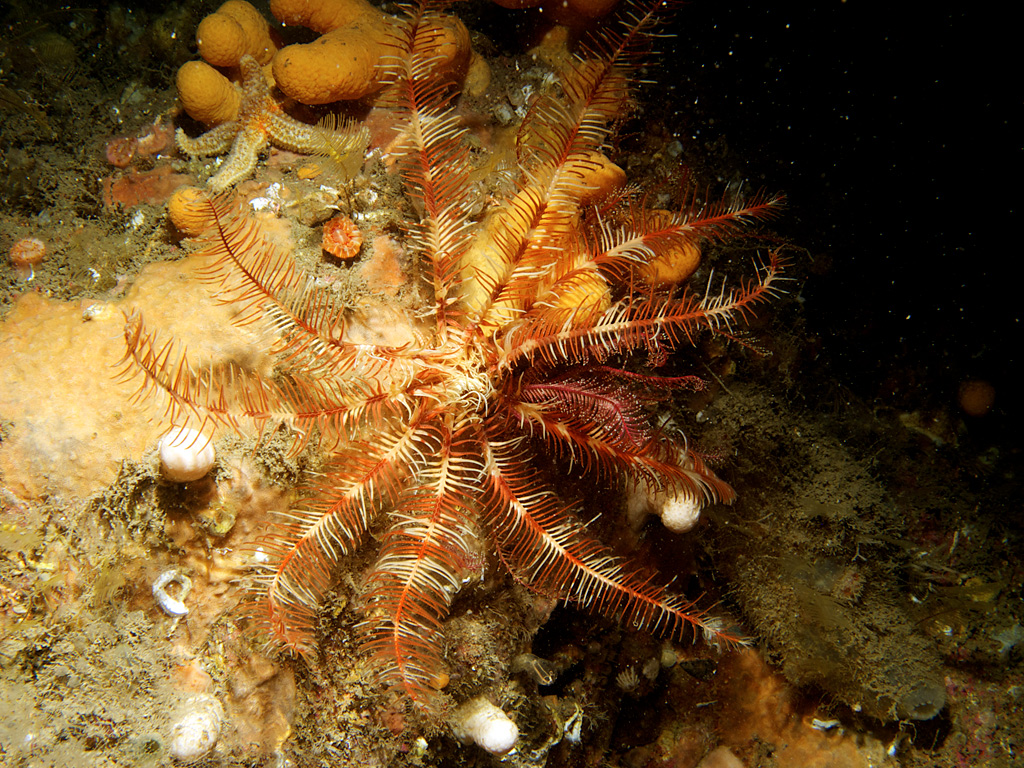
Antedon petasus.

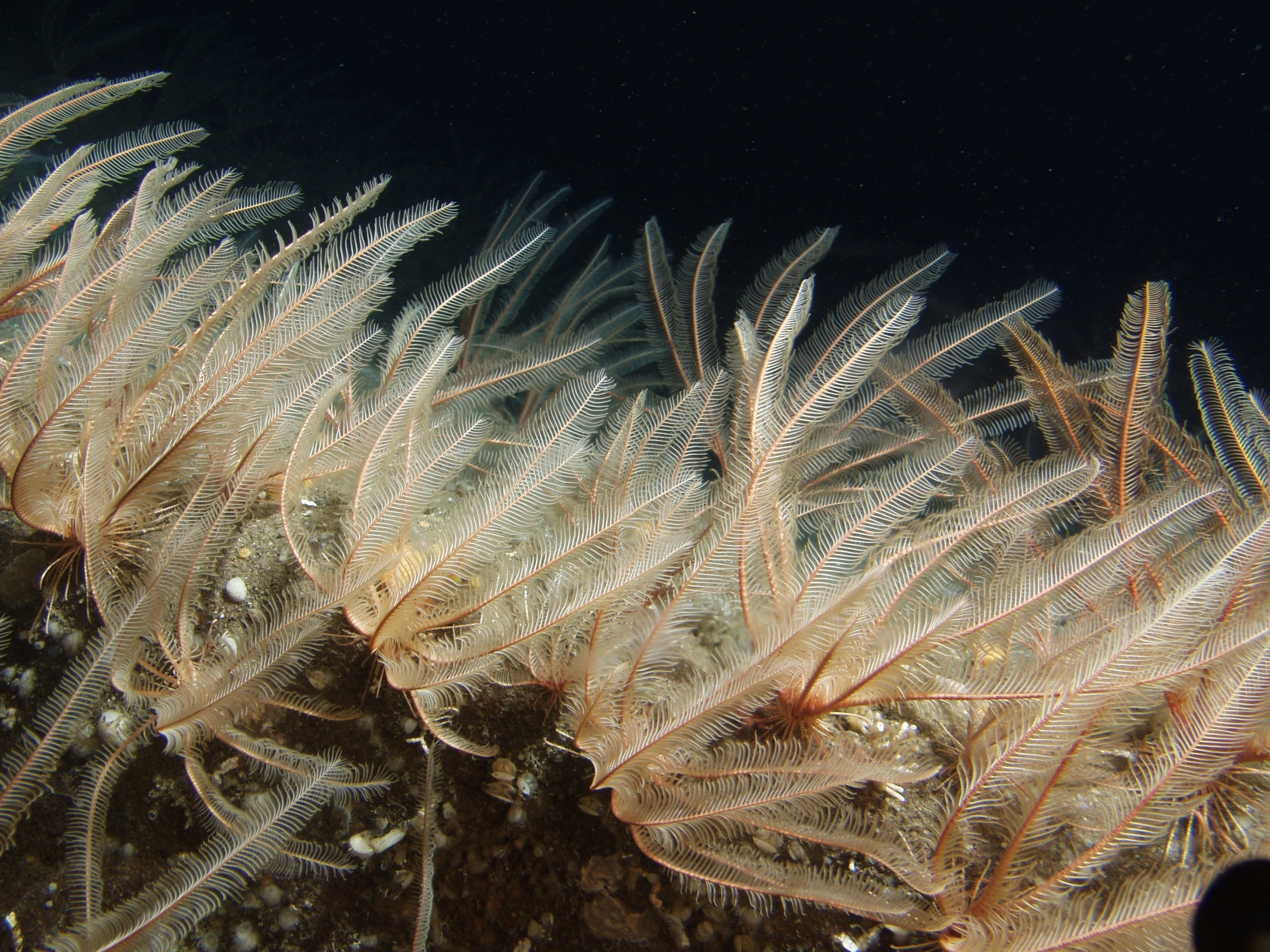
Florometra serratissima

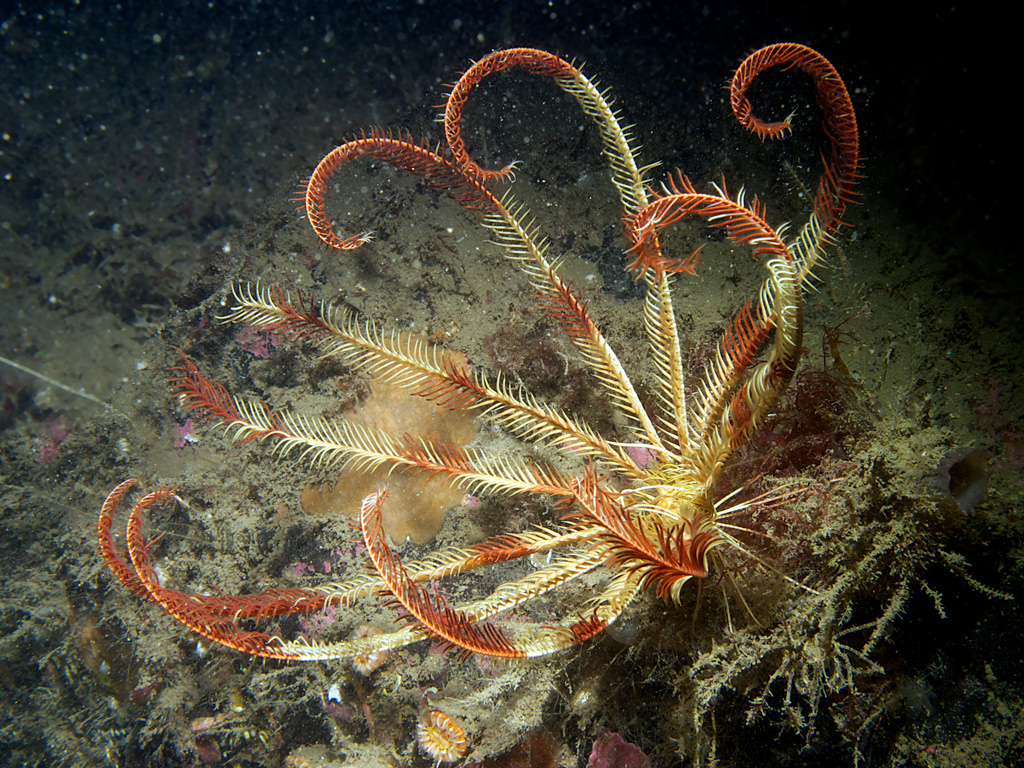
Leptometra celtica

La famiglia comprende 155 specie, raggruppate in sei sottofamiglie che comprendono i seguenti generi:
- sottofamiglia Antedoninae (Norman, 1865)
  - Andrometra A.H.Clark, 1917
  - Annametra A.H.Clark, 1936
  - Antedon de Fréminville, 1811
  - Ctenantedon Meyer, 1972
  - Dorometra A.H.Clark, 1917
  - Euantedon A.H.Clark, 1912
  - Eumetra A.H.Clark, 1908
  - Iridometra A.H.Clark, 1908
  - Mastigometra A.H.Clark, 1908
  - Toxometra A.H.Clark, 1911
- sottofamiglia Bathymetrinae A.H.Clark, 1909
  - Argyrometra A.H.Clark, 1917
  - Bathymetra A.H.Clark, 1908
  - Boleometra A.H.Clark, 1936
  - Fariometra A.H.Clark, 1917
  - Hathrometra A.H.Clark, 1908
  - Meteorometra AM Clark, 1980
  - Nepiometra A.H.Clark, 1917
  - Orthometra A.H.Clark, 1917
  - Phrixometra Clark, 1921
  - Retiometra A.H.Clark, 1936
  - Thaumatometra A.H.Clark, 1908
  - Tonrometra A.H.Clark, 1917
  - Trichometra A.H.Clark, 1908
- sottofamiglia Heliometrinae A.H.Clark, 1909
  - Anthometrina Eleaume, Hess & Messing, 2011
  - Comatonia A.H.Clark, 1916
  - Florometra A.H.Clark, 1913
  - Heliometra A.H.Clark, 1907
- sottofamiglia Isometrainae Fet & Messing, 2003
  - Isometra A.H.Clark, 1908
- sottofamiglia Perometrinae A.H.Clark, 1909
  - Erythrometra A.H.Clark, 1908
  - Helenametra AM Clark, 1966
  - Hypalometra A.H.Clark, 1908
  - Nanometra A.H.Clark, 1907
  - Perometra A.H.Clark, 1907
- sottofamiglia Thysanometrinae A.H.Clark, 1909
  - Coccometra A.H.Clark, 1908
  - Thysanometra A.H.Clark, 1907
- incertae sedis
  - Adelometra A.H.Clark, 1907
  - Anisometra John, 1939
  - Athrypsometra Messing & White, 2001
  - Balanometra Clark, 1909
  - Caryometra A.H.Clark, 1936
  - Cyclometra A.H.Clark, 1911
  - Eometra Clark, 1936
  - Eumorphometra Clark, 1915
  - Hybometra A.H.Clark, 1913
  - Kempometra John, 1938
  - Leptometra A.H.Clark, 1908
  - Microcomatula A.H.Clark, 1918
  - Poliometra A.H.Clark, 1923
  - Promachocrinus Carpenter, 1879
  - Solanometra Clark, 1911